# Hangleton
Hangleton är en ort i unparished area Hove, i distriktet Brighton and Hove, i grevskapet East Sussex i England. Hangleton var en civil parish fram till 1974. Civil parish hade 2 676 invånare år 1951. Byn nämndes i Domedagsboken (Domesday Book) år 1086, och kallades då Hangetone.